# Con derecho a...
Con derecho a... es el primer álbum de estudio de la cantante española Rozalén, editado por Sony Music Spain, con la producción de Ismael Guijarro. Se publicó el 19 de abril de 2013.
Este álbum consiguió superar las 40 000 copias vendidas, lo cual le sirvió para obtener un disco de platino. Cabe destacar que la letra y música de todas las canciones está compuesta por Rozalén.

## Lista de canciones
1. 80 veces - 3:17
2. Susurros de papel - 4:00
3. Comiéndote a besos - 4:04
4. Las hadas existen - 3:45
5. Saltan chispas - 3:50
6. Para los dos - 5:01
7. Bajar del mundo - 3:07
8. Alivio - 3:57
9. Levántate - 3:33
10. Cal y arena - 3:07

## Singles
- 80 veces (2013)
- Comiéndote a besos (2013)
- Saltan chispas (2014)